# 안양천축구장
안양천축구장(安養川蹴球場, Anyangcheon Football Field)은 대한민국 서울특별시에 있는 스포츠 시설이다. 토사 필드가 갖춰진 경기장이며, 1989년에 준공되었다.

## 참고 문헌
- 《2023 전국 공공체육시설 현황 (2022년 12월말 기준)》. 대한민국 문화체육관광부. 2024.

## 같이 보기
- 안양천인조잔디축구장